# لوئیس ساودرا
لوئیس ساودرا (انگلیسی: Luis Saavedra; ۲۲ ژوئن ۱۹۳۵ – ۸ دسامبر ۲۰۱۳) بازیکن فوتبال اهل اسپانیا بود.